# Francis Blake
Pour les articles homonymes, voir Blake.
Sir Francis Percy Blake est un personnage de fiction créé par Edgar P. Jacobs dans la série de bande dessinée Blake et Mortimer en 1946. Il est avec le professeur Philip Mortimer le personnage principal de la série.

## Biographie fictive

### Enfance
Francis Percy Blake est né à Liangowien au Pays de Galles, vers 1910 ; il est le fils du colonel au Royal Welch Fusiliers Aneurin-J. Blake qu'on sait établi en Inde du temps de la colonisation et de lady Milicent Roche of Killarney, fille de Samul-B. Roche of Killarney, juge de paix du comté de Glamorgan. Francis Blake est issu d'une respectable famille d’hommes de loi et d'officiers. En outre, il a pour lointain ancêtre le redoutable Mandred, surnommé « Captain Black Beard », compagnon du comte de Salisbury qui anéantit la flotte de Philippe Auguste dans le Zwin en 1213 (information communiquée par EP Jacobs dans Un opéra de papier).

### Jeunesse et formation
À la fin de ses études secondaires à Eton College dans le Berkshire, le jeune Francis s’apprête, comme son père l’encourage à le faire, à rejoindre le Royal Staff College de la Royal Air Force, situé à Andover (Hampshire).Erreur : son grade et son uniforme excluent qu'il appartienne à la RAF Au cours de l’été qui sépare ses études secondaires de ses études supérieures, il effectue un voyage en Inde, afin de rendre visite à son père, qui est en mission à Ambala. C’est au cours d’un arrêt à Bombay qu’il fait la connaissance de Philip Angus Mortimer. Ce voyage change complètement son état d’esprit : il prend conscience des inégalités raciales au sein de l’empire britannique, et s’inscrit en sciences politiques et archéologie au Jesus College d’Oxford, ceci notamment pour emprunter la même voie que l’homme qu’il admire en héros depuis son enfance : Lawrence d'Arabie, en ayant dévoré les écrits du journaliste Lowell Thomas. À noter que si le père de Francis, le colonel Aneurin Blake, partageait cette admiration avec son jeune fils, il ne se révéla pas favorable à ce qu'il suive ce cursus.
Au cours de ces quatre années d’études, Blake rencontre, en classe d’archéologie de l’Orient, quatre camarades partageant la même fascination pour Thomas Edward Lawrence. Ces quatre jeunes hommes deviendront les très bons amis du futur capitaine ; il s’agit de Lord Pitchwick, Lord Toddle, Lord Bowmore et Lord Davon (lesquels apparaissent dans le Serment des cinq Lords). Ils procèdent ensemble à des fouilles archéologiques d’amateur, et en offrent les résultats à l’Ashmolean Museum. Ils créent tous les cinq la « Spirit Old Society », qui a pour mission de veiller à la défense de l’œuvre de Lawrence d’Arabie. Francis Blake n’est pas lord de naissance, mais il sera fictivement « anobli » par ses quatre amis.
Blake acquiert au cours de cette période une certaine culture historique et archéologique, qu’on le verra peu extérioriser par la suite, contrairement à Mortimer.
Une fois ses diplômes de sciences politiques obtenus, Blake intègre la RAF — c'est à ce moment-là qu'il devient pilote de chasse émérite —, puis la Home Section, l'ancêtre du MI5, à la demande de son fondateur, Vernon Kell. Blake suit alors deux ans de formation d’agent secret. Il opte, à l’issue de son apprentissage, pour le MI5, service britannique de contre-espionnage, plutôt que le MI6, comme son camarade William Steele qu'on retrouvera dans les albums de Jean Van Hamme et Yves Sente.

### Débuts à l'Intelligence Service
Lors de son premier stage de terrain, il commence par s’acquitter de tâches administratives, jusqu’au 13 mai 1935, où il effectue sa première mission en remplaçant un agent malade. Il conduit une voiture pendant que son supérieur, Alister Lawless, commet l’assassinat, déguisé en accident, d’un ennemi de l’empire britannique. Quatre jours plus tard, Blake apprend dans la presse que l’homme éliminé au cours de sa mission est Lawrence d’Arabie. Il découvrira, en outre, que Lawless a agi sans ordre, dans le simple but de se venger de Thomas Lawrence, qui l’avait humilié publiquement en Égypte en 1917.
Pendant la décennie qui suit, Blake continue ses services pour le MI5. 
Durant la Seconde Guerre mondiale, il intègre les services secrets britanniques en tant que pilote formateur sur de nouveaux types d'avions conçus en prévision d'une probable troisième guerre mondiale. On apprend dans Le Bâton de Plutarque que c'est en 1944, après le Débarquement de Normandie, que Blake s'installe dans l'appartement londonien du 99 bis Park Lane. En 1946, il rejoint la base de Scaw-Fell où il retrouve son ami de jeunesse Philip Mortimer (Le Secret de l'Espadon). C'est alors qu'éclate la Troisième guerre mondiale.

### Troisième guerre mondiale
En 1946, le capitaine est détaché par la « Section spéciale » de l’Amirauté à Scaw-Fell, où l’on procède, dans le plus grand secret, à la mise en chantier de l'Espadon, le fameux sous-marin volant du professeur Mortimer. C'est à cette époque que se forge la grande et solide amitié qui unit Blake et Mortimer et que ces derniers passent de connaissances à inséparables compagnons.
On apprend encore qu'en raison de l’audace et de l’habileté avec lesquels il a su mener à bien la périlleuse mission que lui avait confiée l’amirauté, et de sa brillante et valeureuse conduite lors du siège de la base d'Ormuz, le « squadron leader » Francis-Percy Blake a été promu au grade de colonel (Group captain). Portant un uniforme de l'armée de terre, s'il continue d'être appelé familièrement « Capitaine » par ses camarades de promotion c'est par plaisanterie, en référence à son ancêtre Mandred (mentionné plus haut). Peut-être aussi s'agit-il là d'un moyen de ne pas attirer l'attention sur le réel niveau de ses responsabilités lorsqu'il se déplace en uniforme, ce qui était l'usage à l'époque.

### Après-guerre
Francis Blake prend la tête du MI5 après la guerre contre l’empire de Basam-Damdu, laquelle s'achève en 1947. Trois ans plus tard, il est « political agent » pour le Moyen-Orient . C'est à cette occasion qu'il est appelé en aide par son ami Mortimer, afin de mener la lutte contre l'organisation criminelle d'Olrik, qui pille des tombes en Égypte. À l'aéroport d'Athènes, il manque de peu d'être assassiné par Jack, le fameux homme aux lunettes, qui lui tire trois balles de pistolet à bout portant dans le torse. Le capitaine, qui portait un gilet pare-balle, s'en sort; puis parvient à mettre la bande d'Olrik hors d'état de nuire, ceci avec l'aide de son ami Philip et de la police égyptienne.
On suppose que c'est à la suite de cette aventure que Mortimer vient s'installer avec son ami Blake, dans l'appartement du 99 bis Park Lane à Londres, lieu apparaissant pour la première fois dans La Marque jaune.
C'est également vers cette période que le capitaine devient membre du Centaur Club, gentlemen's club londonien de Picadilly.

### Vieux jours
En 1990, Convard et Juillard, dans L'Aventure immobile, font apparaître un Francis Blake âgé et retraité. Il reçoit une lettre du cheik Abdel Razek, et en avertit son ami Philip, qu'il semble voir peu au soir de sa vie. Les deux amis seront alors, après quarante ans d'amnésie, libérés du sort que leur avait jeté le cheik, en cette nuit mystique passée dans la pyramide de Khéops.

## Description

### État civil
Nom et prénom
(Sir) Francis Percy Blake.
Nationalité
Britannique
Naissance
Liangowien, Pays de Galles, vers 1910
Adresse
Blake partage avec son ami Philip Mortimer un appartement au 99 bis Park Lane, à Londres.
Profession
Directeur du MI5, service britannique de contre-espionnage

### Physique
Un homme grand, blond, avec un nez aquilin, les yeux bleus et une petite moustache.

### Personnalité
D'après la biographie qu'a fait Edgar P. Jacobs de son personnage, Blake, à l'inverse de Mortimer, « est le flegme britannique personnifié. Comparé à son ami, il paraît froid et détaché, absolument maître de ses réactions. Mais cette insensibilité apparente n'est due qu’à son horreur atavique de toute manifestation publique de ses sentiments. Comme tout Anglais de bonne race, Blake est tenace, persévérant, combatif, ne relâchant son effort que lorsque l'affaire qui l'occupe a trouvé sa solution. Contrairement à Mortimer, toujours prêt à se lancer, tête baissée, dans l'aventure, Blake est circonspect, réfléchi et prudent. Il est rare qu'il tombe dans un piège. Mais s'il lui arrive de se trouver le dos au mur, c'est alors avec une inflexible détermination qu’il affronte la situation, et sa bravoure, pour être moins spectaculaire, n'a rien à envier à celle de son compagnon. ». Les seuls moments où l'on peut voir cet homme si calme manquer de trahir une certaine émotion sont ceux où Blake voit en péril une personne à laquelle il tient, tel le professeur Mortimer, très souvent, ou encore, dans La Machination Voronov, Nastasia Wardynska.
Il va sans dire que dans sa profession l'imperturbable sang-froid et la remarquable perspicacité du capitaine Blake sont appréciés comme il convient. Il faut de plus signaler au passage qu'en plus d'être un pilote de chasse émérite comme on le voit dans Le Secret de l'Espadon, Blake est un très bon acteur rompu dans l'art du déguisement comme il le prouve à maintes reprises dans la série. Précisons encore que le capitaine est un parfait polyglotte : on est sûr qu'en plus de l'anglais il manie à merveille l'arabe, le portugais, le français, le japonais, le russe et peut-être même le gaélique ; et il est certain qu'il connaît encore d'autres langues que jusqu'alors on ne l'a pas vu utiliser. Ainsi le capitaine est-il un espion et un chef de réseau efficace.

### Distinctions
D'après la biographie que fait Edgar P. Jacobs de son personnage, Francis Blake, pour ses exploits lors de la troisième guerre mondiale dans Le Secret de l'Espadon, s'est vu conférer le titre de baronnet et décerner la Distinguished Service Order. En outre, on lui a également remis la Military Cross et la St Georges Medal, d'après la biographie faite par Edgar P. Jacobs, ainsi que la Victoria Cross dans L'Affaire Francis Blake et la croix de Commandeur de l'Ordre de Léopold dans Les Sarcophages du 6e continent.

### Loisirs
D'après la biographie que fait Edgar P. Jacobs de son personnage, on sait que ses sports favoris sont le polo, la voile et le golf (on le voit, jeune, y jouer avec Mortimer dans Les Sarcophages du 6e continent). Mais comme Blake le dit lui-même dans L'Affaire Francis Blake, son travail ne lui laisse que très peu de temps pour ses loisirs. Disons encore simplement que Blake est membre, avec bien d'autres personnalités du monde judiciaire, politique, médical et scientifique, du club londonien Centaur Club dans Piccadilly et, ainsi que Philip Mortimer, du Saint James Temple, club écossais ancien et coutumier, situé à Pastor Anderson Street.

### Parodie
Sir Francis Flake est un des personnages secondaires de la série Tigresse Blanche de Conrad et Yann. Il est largement inspiré de Francis Blake.

## Œuvres où le personnage apparaît

### Bande dessinée
- Blake et Mortimer (Edgar P. Jacobs puis ses successeurs, depuis 1946)

### Série animée
- Blake et Mortimer (Stéphane Bernasconi, Yannick Barbaud, 1997) avec Robert Guilmard